# Uetterodt

Stammwappen derer von Uetterodt

Uetterodt, auch Utterrodt, ist der Name eines alten ursprünglich thüringischen Adelsgeschlechts. Die Familie gelangte später auch in Franken, Sachsen und im Rheinland zu Besitz und Ansehen.

## Geschichte

### Herkunft
Der Sage nach kam die Familie im Jahr 455 n. Chr. mit den Hunnen nach Thüringen, als sich der Stamm der Grün-Hunnen, dem Mitglieder der später so benannten Familien von Erffa, von Wangenheim und von Uetterodt vorstanden, an der Nesse (Werra) niederließ, um dort Landwirtschaft zu treiben und einen nicht unbedeutenden Handel mit Getreide in die Saale- und Elbe-Regionen zu führen. Dort waren zu dieser Zeit die Wenden und die Sorben ansässig, ohne jedoch noch feste Wohnsitze zu haben.
In alten thüringischen Chroniken soll ein Edler Uto ein Waldstück nordwestlich von Eisenach gerodet haben und dort die Ortschaft Utteroda (heute Ortsteil von Krauthausen) begründet haben. Der Ort wurde dem 1173 gegründeten Jakobskloster in Creuzburg geschenkt. Kneschke erwähnt, dass Siegbert Uetterodt in einem zu Braunschweig im Jahre 996 abgehaltenen Turnier als Sieger hervorgegangen sein soll und Heinrich Uetterodt soll 1114 in einer Urkunde von Kaiser Heinrich V. zu den vornehmsten thüringischen Herren gezählt haben.
Nach dem Genealogischen Handbuch des Adels wird das Geschlecht im Jahre 1399 mit Hans von Uttenrode erstmals urkundlich erwähnt.

### Ausbreitung und Persönlichkeiten

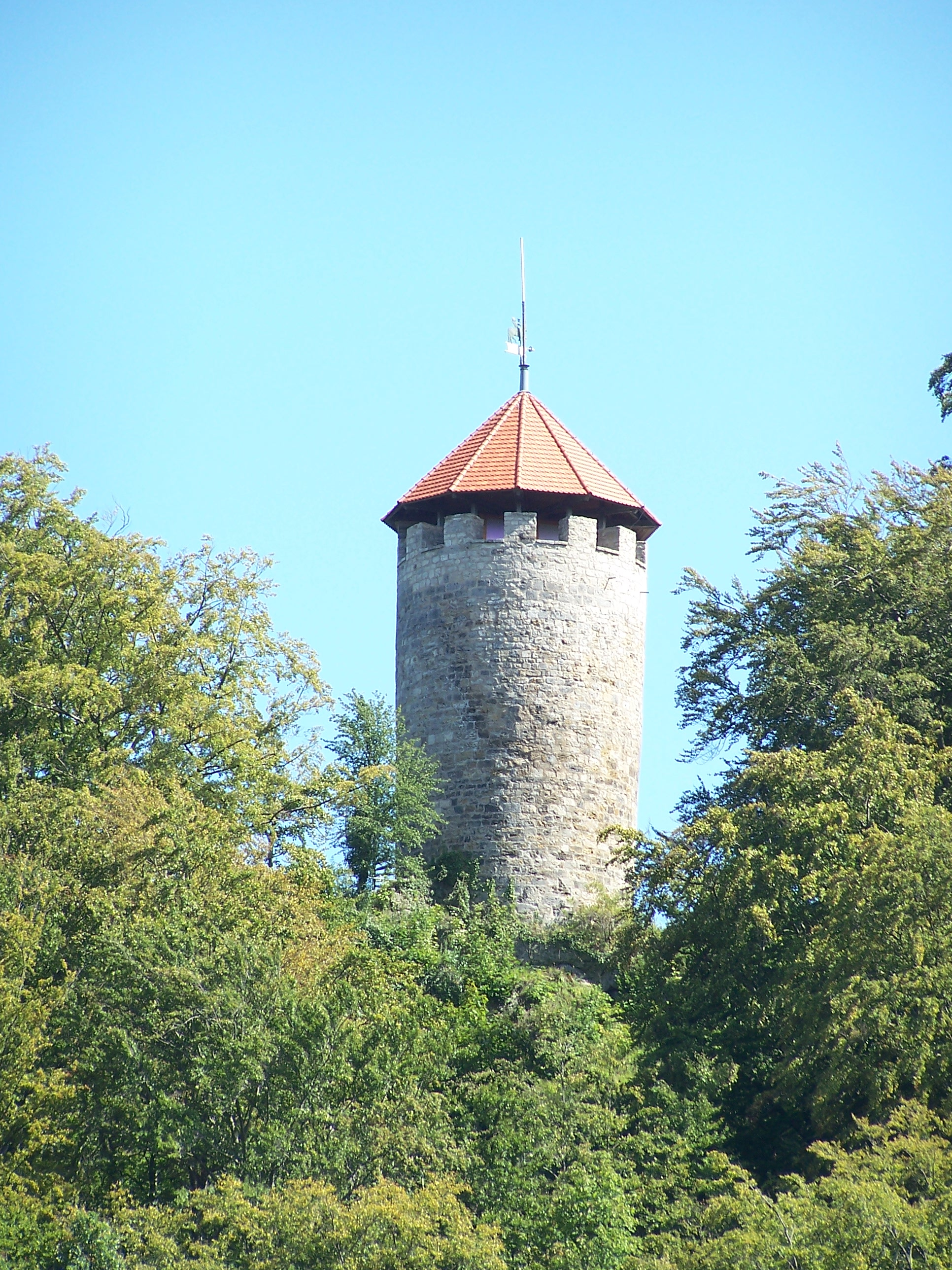
Turm der Scharfenburg

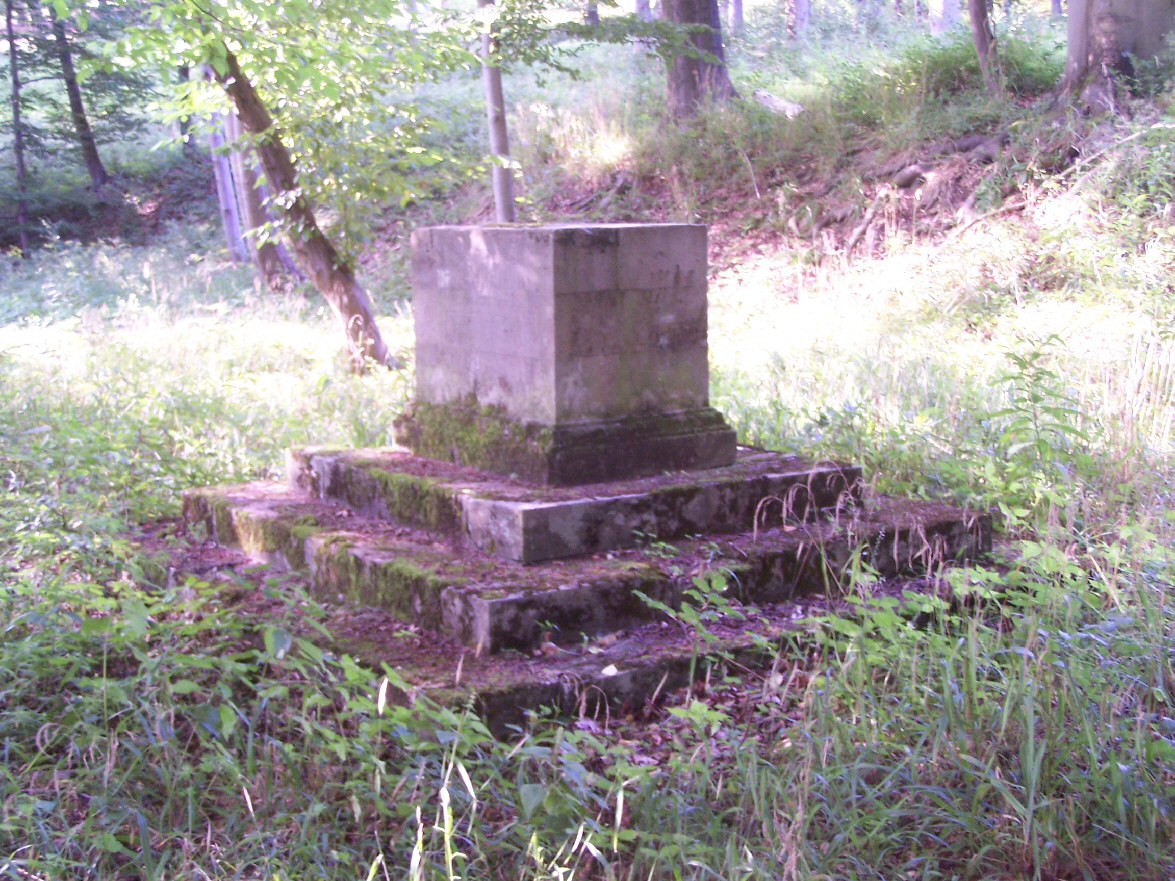
Gedenkstein (Uetterodtsches Erbbegräbnis in Thal)

Hans und Berthold Uetterodt erwarben 1442 die Burg Scharfenberg (auch Scharfenburg) am nördlichen Rand des Thüringer Waldes. Sie vereinigten eine Anzahl Güter zu einer Herrschaft (Uetterodtsches Gericht), mussten aber nach Zerstörung der Burg während des Sächsischen Bruderkrieges 1446 bei Thal einen neuen Stammsitz errichten, den sie von Herzog Wilhelm von Sachsen zu Lehn erhielten. Er blieb bis zum Jahr 1837 in Familienbesitz.
Conrad Uetterodt und nach ihm sein Vetter Nicolaus waren von 1499 bis 1547 Landkomture des Deutschen Ritterordens in Thüringen.
Die Familie teilte sich im 16. Jahrhundert in zwei Linien, die ältere Linie behielt den Stammsitz in Thal, da die Scharfenburg inzwischen baufällig war, errichtete man in der Ortslage ein „Festes Haus“ als neuen Wohnsitz. Die jüngere Linie zu Lupnitz stiftete Andreas Friedrich von Uetterodt. Er war mit der aus dem Nachbarort Farnroda stammenden Erbtochter Anna von Farnrode verheiratet. Nach dem Bauernkrieg konnte von ihm der säkularisierte Klosterhof von Wenigenlupnitz erworben werden, um dort das Schloss Neuscharfenberg zu erbauen.
Später wurde auch ein Zweig zu Schwarzhausen begründet, aus dem Heinrich Wilhelm von Uetterodt, herzoglich sachsen-römhilder Hofmeister und Oberforstmeister zu Römhild, kam. Er war 1730 Geschlechtsältester.
Seit 1550 war ein Uettrodt Burgmann der Reichsburg Friedberg in der Wetterau. Anfang des 18. Jahrhunderts gehörten die Herren von Uetterodt auch zur Reichsritterschaft im Ritterkanton Odenwald des Fränkischen Ritterkreises.
Zur älteren Linie zu Thal gehörte der königlich polnische und kursächsische Geheimrat Adolph II. von Uetterodt, der auch als Gesandter am königlich britischen und kaiserlichen Hof in Wien tätig war. Sein Sohn Adolph III. von Uetterodt wurde kursächsischer General der Kavallerie. Dessen Sohn Adolph IV. starb im hohen Alter. Ihm folgte die jüngere Linie unter Wolf Sigismund VI. von Uetterodt, ländgräflich hessischer-kasseler Oberstkämmerer, der unter seiner Hand alle Familiengüter wiedervereinigen konnte. Wolf Horst Graf von Uetterodt (* 1788; † 1836), ein Sohn von Wolf Sigismund VI., stiftete ein Familienmajorat. Aus seiner 1817 geschlossenen Ehe mit Elisabeth Freiin von Brever – genannt von Fürth (* 1798) – entstammt Ludwig Wolf Sigismund Graf von Uetterodt zum Scharfenberg (* 1824). Er war Schlossherr des in Wenigenlupnitz befindlichen Schlosses Neuscharfenberg und heiratete 1845 Friederike von Uetterodt, verwitwete Freifrau von Donop. Aus der Ehe kamen neben zwei Töchtern, die Gräfinnen Ottilie (* 1847) und Maria (* 1848), ein Sohn, Wolf Graf von Uetterodt (* 1846).
Ludwig Graf von Uetterodt zu Scharfenberg war ein Historiker und Autor. Er schrieb unter anderen Günther Graf von Schwarzburg, erwählter deutscher König. (Leipzig 1862) und Ernst Graf zu Mansfeld 1580–1626. (Gotha 1867).
Georg Christoph von Utterodt war von 1701 bis 1709 Berghauptmann in Straßberg. Unter seiner Leitung wurden wesentliche Teile der Wasserwirtschaft des Straßberger Bergbaus, des heutigen Flächendenkmals Unterharzer Teich- und Grabensystem erbaut.

### Standeserhebungen
Wolf von Uetterodt auf Scharfenberg, großherzoglich hessischer Kammerherr, Major und Flügeladjutant, wurde am 3. Februar 1829 zu Darmstadt in den großherzoglich hessischen Grafenstand mit dem Prädikat Herr zu Scharffenberg erhoben. Das Diplom wurde vom Großherzog von Sachsen-Weimar-Eisenach und vom Herzog von Sachsen-Coburg und Gotha anerkannt und bestätigt. Sein Sohn Ludwig Graf von Uetterodt, Herr zu Scharffenberg, erhielt am 1. Dezember 1860 das preußische Indigenat.

## Wappen

### Stammwappen
Das Stammwappen zeigt: „In Silber drei (2:1) nach außen gewendete ungebildete blaue Halbmonde, je eine gebildete rote Strahlensonne umschließend. Auf dem goldgekrönten Helm mit rot-silbernen Decken eine konische rote Säule, darauf ein liegender blauer Halbmond, die rote Sonne umschließend.“

### Gräfliches Wappen
Das gräfliche Wappen, verliehen 1829, ist geviert (Wappen der Burggrafen von Kirchberg) und belegt mit einem Mittelschild (das Stammwappen). 1 und 4 in Silber ein schwarzer Löwe, 2 und 3 in Silber drei schwarze Pfähle. Das Wappen hat drei Helme, auf dem rechten mit schwarz-silbernen Decken eine hohe silberne Säule, bestückt mit einer Rosette von acht abwechselnd schwarzen und silbernen Straußenfedern. In der Mitte der Stammhelm, auf dem linken mit schwarz-silbernen Decken eine mit drei schwarzen Pfählen belegte hohe silberne Säule, bestückt mit einem natürlichen Pfauenwedel.
Der Wahlspruch lautet: Fest und getreu.

## Namensträger
- Wolf Sigmund von Uetterodt (* 1589), als „Der Forthelfende“ Mitglied der Fruchtbringenden Gesellschaft
- Hans Andreas von Uetterodt († 1678), als „Der Bezwingende“ Mitglied der Fruchtbringenden Gesellschaft
- Georg Christoph von Utterodt (* um 1650; † 1714), fürstlich-sächsischer und gräflich-stolbergischer Berghauptmann
- Adam Adolph von Uetterodt († 1730), königlich-polnischer und kurfürstlich-sächsischer Generalmajor
- Georg Ludwig von Uetterodt († 1781), kurfürstlich-sächsischer Generalmajor